# Dovers vita klippor
För filmen, se Dovers vita klippor (film).

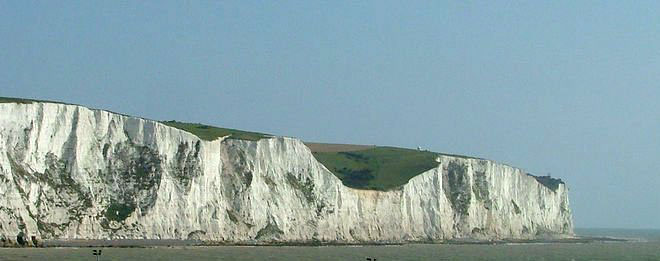
Dovers vita klippor.

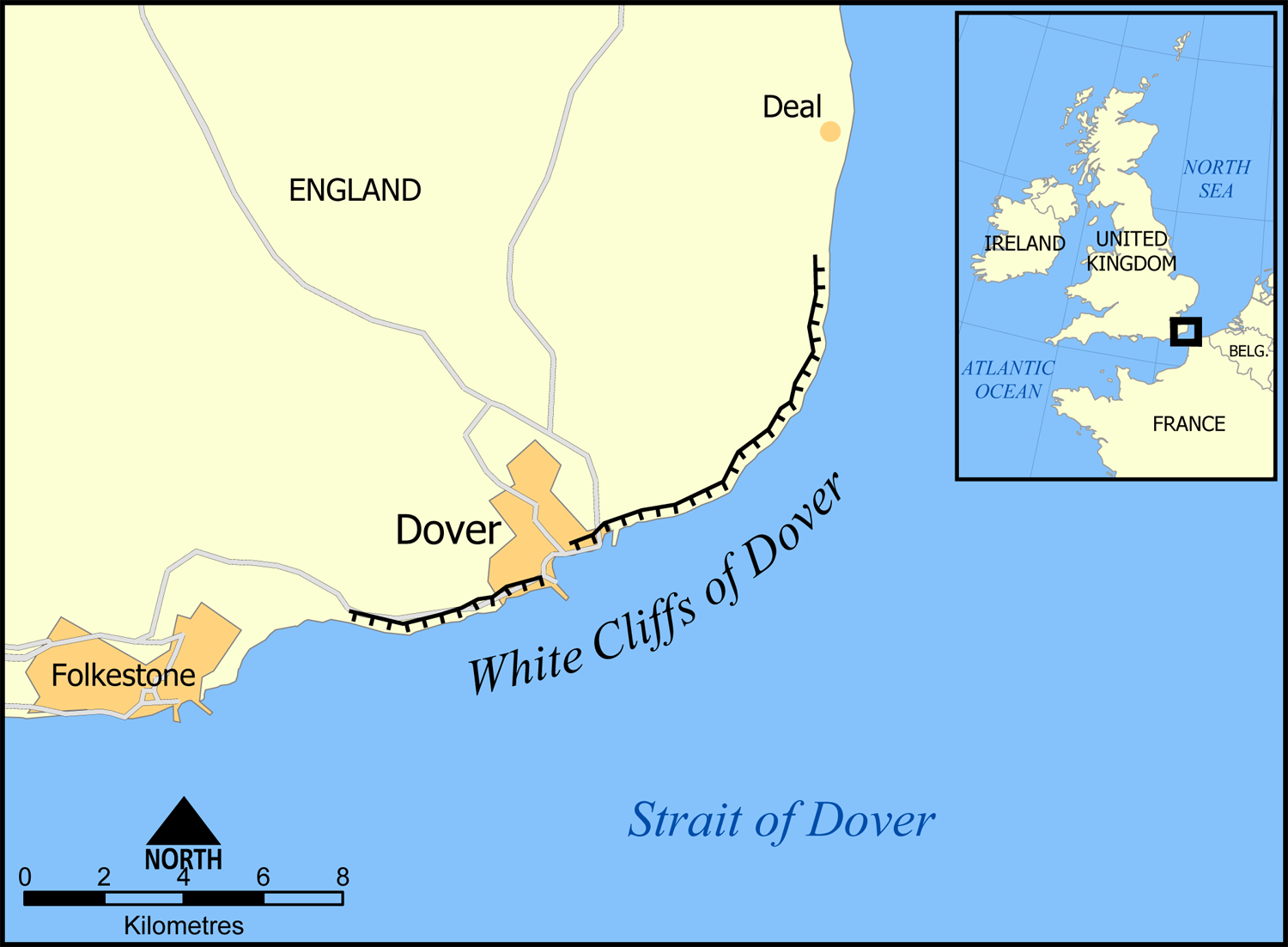
Klippornas läge, karta på engelska.

Dovers vita klippor är klippor av krita som ligger vid den engelska kustlinjen vid Doverkanalen. Klipporna är en del av det kulliga området North Downs som är återstoden av den forntida kalkstensryggen Weald-Artois. De är upp till 106 meter höga och består huvudsakligen av rent kalciumkarbonat, ibland blandat med flinta. Klipporna sträcker sig längs stranden öster och väster om hamnstaden Dover. Vid klara väderförhållanden är de bra synliga från Frankrike.
Klipporna har stort symboliskt värde för britterna då de utgör öns "ansikte" mot det kontinentala Europa vid det smalaste stället av Engelska kanalen. Här var hotet för potentiella invasioner störst och klipporna var ett symboliskt försvar mot angrepp. Att korsa kanalen vid Dover med fartyg var den vanligaste vägen för att komma mot ön innan flygplan uppfanns. Därför var den vita linjen av klippor det första respektive det sista som resenärer såg av Storbritannien.

## Geologi
De avlagringar som idag syns som klippor bildades för cirka 135 miljoner år sedan, under den geologiska epoken krita. Vid denna tid var regionen mellan dagens Storbritannien, Sverige och Polen täckt av tropiska hav. Skalen av koraller, svampdjur, kalkalger och andra organismer som levde i havet sjönk till botten och bildade sediment. Bildandet av det stora kalkskiktet slutade för cirka 70 miljoner år. Under istiden befann sig kalkskiktet främst ovanpå havsnivån och var ofta täckt av glaciärer. När isen smälte höjdes havsnivån och den mjuka kalken utsattes för tidvatten. Förutom Dovers vita klippor bildades därigenom också liknande kalkstensklippor på franska sidan av Engelska kanalen, främst längs Alabasterkusten. På samma sätt bildades även andra, men inte lika stora kalkstensklippor, till exempel på de danska öarna Møn och Langeland eller på den tyska ön Rügen.

## Fauna
På klippornas avsats häckar många olika fågelarter, däribland stormfåglar av släktet Fulmarus och kolonier av tretåig mås (Rissa tridactyla). Däremot har den kända engelska sången "(There'll Be Bluebirds Over) The White Cliffs of Dover" en felaktig innebörd, eftersom bluebirds (arter av släktet Sialia inom familjen trastar) bara förekommer i Amerika och inte i England.

## Turistattraktioner
- Dover Museum berättar bland annat om klippornas historik, och har också en båt från bronsåldern.[2]
- Samphire Hoe Country Park är en park ovanför klipporna som inhyser 200 arter av växter, 220 fågelarter och 30 fjärilsarter.[3]
- Fan Bay Deep Shelter är ett nätverk av tunnlar som byggdes i klipporna under andra världskriget och som är öppet för turister.[4]
- Wanstone Battery var ett av de största batterierna under andra världskriget.[5]
- South Foreland Lighthouse är en viktoriansk fyr.[6]